# Акжайик (резерват)
Державний природний резерват «Акжайик» (каз. «Ақжайық» мемлекеттік табиғи резерваты) розташований у Махамбетському районі Атирауської області і землях міста Атирау.
Створено постановою Уряду Республіки Казахстан № 119 "Про деякі питання створення державної установи "Державний природний резерват «Акжайик» від 6 лютого 2009 року в дельті річки Урал та прилеглому узбережжі Каспійського моря.
1 квітня 2009 року територію дельти річки Урал та прилеглого узбережжя Каспійського моря включено до списку водно-болотних угідь міжнародного значення. Вона стала другою казахстанською територією після Тенгіз-Коргалжинської системи озер, що увійшла до цього списку.
У 2014 році резерват увійшов до всесвітньої мережі біосферних резерватів ЮНЕСКО.

## Гідрологія
Гідрологічний режим характеризується поступовим підйомом рівня води в річці Урал у другій половині квітня, з переходом у травні-червні у весняно-літню повінь, із піком наприкінці травня або першій половині червня. Після піку повені починається спочатку швидке, а потім поступове зниження рівня, що переходить у серпні-вересні в осінній межень.
Глибина нижньої течії річки Уралу стабільна через те, що щорічно русло річки промивається весняною повінь. Навесні, під час повені, рівень води перевищує меженний на 3-7 м. У плесах глибини коливаються від 7 до 20 м; середня глибина річки Уралу на фарватері в межень становить 3-5 м.
Річка Урал належить до типових річок майже винятково снігового харчування. Її стік, переважно, формується у верхів'ї, де сильно розвинена річкова мережа. Нижче за Уральськ до впадання в море річка Урал приток не має, крім маловодної річки Барбастау. Річний стік річки коливається від вкрай маловодного — 2 кубічних кілометрів на рік, до багатоводного — 12 кубічних кілометрів на рік. Водність річки залежить від інтенсивності танення снігу та водозабезпеченості верхів'їв річки Урал.
Із 1978 року рівень Каспійського моря різко підвищувався. Інтенсивність підйому рівня моря становила середньому 14 см/рік, в окремі роки досягала 30 см/рік.
Великі мілководдя, малі ухили дна і суходолу, зміна морської берегової межі, активна діяльність вітру створюють умови у розвиток значних згінно-нагінних коливань рівня. Тут, у середньому на місяць відзначається 3-4 нагонів та 4-5 згонів. Однією з основних особливостей гідролого-морфологічних процесів біля узбережжя Каспійського моря є те, що цей процес відбувається за умов значних змін рівня моря. За середніх вітрових умов зміщення берегової лінії становить 3-5 км, в екстремальних — при згоні величина осушення може сягати 8-12 км, а величина затоплення суходолу в окремих районах узбережжя — до 20-30 км. Тривалість нагонів змінюється від кількох годин до кількох діб.
У північному Каспії чітко простежується сезонність найбільших нагонів. Найбільша повторюваність мають нагони восени (жовтень-листопад, 25,1 %), влітку (червень-липень, 21,3 %) та навесні (квітень-травень, 16,7 %) під час проходження морян — тривалих та сильних вітрів нагінного напрямку.

## Клімат
Клімат Північного Прикаспію — різко континентальний і вкрай посушливий із тривалим спекотним і сухим літом, з курними бурями, що висушують ґрунт, короткою з частими відлигами, малосніжною та вітряною зимою, з невеликою та нестійкою кількістю опадів. Середньорічна кількість опадів 150 мм (вагається від 50 до 300 мм). Середньорічна швидкість вітру 55-7 м/сек. Відносна вологість повітря влітку не перевищує 37 %, узимку — 80—84 %. Опадів випадає мало — від 150 до 190 мм на рік. Характерні сильні вітри, курні бурі. Швидкість вітрів 5-6 м/с, рідко — до 12 м/с. Бурі в середньому бувають 20-30 днів на рік.

## Флора і фауна
За даними останніх досліджень, список флори становить 130 видів, що належать до 90 родів, 33 сімейства, що становить приблизно 54 % флори казахстанської частини Північного Прикаспію, що налічує близько 250 видів. Тут можна зустріти рідкісні та занесені до Червоної книги Казахстану рослини.
Рослинність аквальних або водних екосистем поділяється на 2 основних типи: занурено-водні, або фітобентос — співтовариства з домінуванням прикріплених до дна занурених у товщі води великих водоростей та вищі водних рослин; повітряно-водні — співтовариства з домінуванням вищих рослин — гігрофітів у верхньому, надводному ярусі (очерет, рогіз тощо), у тому числі плаваючих на поверхні (латаття, водяний горіх тощо) та ярусом підводних (кушир, водопериця тощо).
Через територію дельти річки Урал та прилегле узбережжя Каспійського моря пролягає Сибірсько-Східно-Африканський міграційний маршрут перельотних птахів. Тут зосереджена велика кількість рідкісних і ендемічних (що мешкають тільки в цій місцевості) видів рослин та тварин.
Із птахів це такі рідкісні види, як коровайка, ковпиця, мала біла чапля, єгипетська чапля, султанка. У період прольоту тут зупиняються тисячі фламінго, кучерявих пеліканів, чорноголових реготів, лебедів, а також гусь-пискулька, що перебуває під загрозою зникнення.
На території резервату трапляється 78 видів ссавців.
У списку зникаючих видів у регіоні налічується 20 найменувань птахів, 24 види комах, 2 види плазунів та 2 види ссавців. На межі знищення — осетрові риби та каспійський тюлень.